# Magiczny płomień
Magiczny płomień (ang. The Magic Flame) – amerykański film z 1927 roku w reżyserii Henry'ego Kinga.

## Obsada
- Ronald Colman
- Vilma Bánky
- Agostino Borgato

## Nominacje
| Nazwa nagrody | Wygrane            | Nominacje                                                                                    |
| ------------- | ------------------ | -------------------------------------------------------------------------------------------- |
| Oscar         | 1929 bez rezultatu | 1929 Najlepsze zdjęcia George Barnes (również za filmy: Sadie Thompson i Diabelska tancerka) |